# Festival de la fiction TV de La Rochelle 2013
La 15e édition du Festival de la fiction TV s'est déroulée à La Rochelle, du 11 au 15 septembre 2013.  Dix-sept prix ont été décernés par un jury de professionnels de la fiction télévisée, présidé par Alexandre Astier.  

## Jurys
Le jury de la compétition officielle était composé de :
- Alexandre Astier (président), réalisateur, auteur, interprète, musicien et compositeur
- Marie Bunel, comédienne
- Xavier Deluc, comédien, réalisateur, scénariste
- Julie Gayet, comédienne
- Jean-Pierre Guérin, producteur
- Alex Jaffray, compositeur
- Alexandre Laurent, réalisateur

Le jury de la compétition européenne et internationale était composé de :
- Laurence Benhamou (AFP)
- Nathalie Lhoste (Télé 2 semaines)
- Thierry Masclot (Télé Loisirs)
- François-Pier Pélinard Lambert (Le Film français)
- Jean-Paul Taillardas (Sud Ouest)

## Compétition officielle
Les œuvres concourent dans plusieurs catégories : 

### Téléfilms unitaires
- Délit de fuite (France 2), de Thierry Binisti
- Lanester (France 2 et TV5 Monde), de Franck Mancuso
- C'est pas de l'amour (France 2), de Jérôme Cornuau
- Meurtre en trois actes, (France Télévisions et TV5 Monde), de Claude Mouriéras
- À corde tendue (France 3 et TV5 Monde), de Pierre-Antoine Hiroz
- Pas d'inquiétude (France 2 et TV5 Monde), de Thierry Binisti
- Vaugand (France 2, RTBF et TV5 Monde), de Charlotte Brändström
- Intime Conviction (Arte), de Rémy Burkel
- Intime Conviction : Le procès (Arte), de Rémy Burkel

### Séries
- La Famille Katz (France 2), réalisé par Arnauld Mercadier
- Profilage (TF1), épisode La poudre aux yeux, réalisé par Julien Despaux
- Les Petits Meurtres d'Agatha Christie (France 2), épisode Pourquoi pas Martin, réalisé par Marc Angelo
- Cherif (France 2), épisode Diagnostic : Meurtre, réalisé par Julien Zidi
- À tort ou à raison (RTBF), épisode L’Affaire Van Eyck, réalisé par Alain Brunard

### Téléfilms comédie
- Des frères et des sœurs (France 2 et TV5 Monde), d'Anne Giafferi
- Nom de code : Rose (TF1), d'Arnaud Mercadier
- Ma vie au grand air (France 3 et TV5 Monde), de Nicolas Herdt
- Que d'amour (Arte France et TV5 Monde), de Valérie Donzelli

### Programmes courts en série
- Bande démo, de Louis-Julien Petit
- Nos chers voisins (saison 2) (TF1), d'Emmanuel Rigaut, Gérard Pautonnier, Roger Delattre, Nath Dumont, Emmanuelle Caquille et Pierre Leix-Cote
- Qui conduit ? (saison 1, épisodes 1-5), d'Ambarish Manepalli
- Ma meuf (saison 1) (HD1), d'Édouard Pluvieux
- Pep's (TF1), de Denis Thybaud et Stéphane Kopecky
- Dans la tête des gens (épisode 1), de Guilhem Connac
- La Minute vieille (saison 2) (Arte), de Fabrice Maruca

### Web fictions
- Quand X rencontre Y, de Maxime Potherat
- Les petits à propos, de Jimmy Conchou
- Deuxième sexe, d'Élise McLeod
- Gabriel, de Gwendal Biscueil

## Compétition européenne et internationale[3]
- Volare - La grande storia di Domencico Modugne (Italie, RAI Uno), de Riccardo Milani
- The half brother (Norvège, NRK), de Per-Olav Sørensen (no)
- Generation War (Allemagne, ZDF), de Philipp Kadelbach
- Concepción Arenal - La visitadora de Cárceles (Espagne, TVE), de Laura Mañá
- Perdidamente Florbela (Portugal, RTP), de Vicente Alves do Ô
- Orphan Black (Royaume-Uni, BBC America), de John Fawcett
- Wentworth (Royaume-Uni, Channel 5 et Australie, Foxtel), de Kevin Carlin, Catherine Millar, Tori Garret et Jet Wilkinson
- Unité 9 (Canada, Radio Canada), de Jean-Philippe Duval et Louis Bolduc
- Innocent lies : Chromosome (Tchéquie, Česká televize), de Tereza Vrabelová
- Paradoks (Pologne, TVP2), de Grzegorz Zgliński et Borys Lankosz
- Salamandre (Belgique, VRT), de Frank Van Mechelen

## Hors compétition
Ont été présentés hors compétition :
- Scènes de ménages entre amis (M6), de Francis Duquet, Karim Adda, Marie-Hélène Copti et Mathieu Laurentin
- No Limit (TF1), saison 2, épisodes 3 et 4, réalisés par David Morley
- Les Déferlantes (Arte), de Éléonore Faucher
- La Source (France 2), saison 1, épisode 1 et 2, réalisés par Xavier Durringer
- L'Escalier de fer (France 3), de Denis Malleval
- Platane (Canal +), saison 2, réalisée par Éric Judor et Denis Imbert

## Palmarès
Le jury a décerné les prix suivants : 
- Meilleure série : Profilage
- Meilleur programme court en série : La Minute vieille
- Meilleur téléfilm : Meurtre en trois actes, mention spéciale à Hervé Pierre
- Meilleur téléfilm comédie : Des frères et des sœurs
- Meilleure fiction Web : Les petits à propos
- Meilleure réalisation : Jérôme Cornuau pour C’est pas de l’amour
- Meilleure interprétation masculine : Olivier Marchal pour Vaugand
- Meilleure interprétation féminine : Marie Guillard pour C'est pas de l'amour
- Meilleure direction artistique : Que d'amour
- Meilleur scénario : Vaugand
- Meilleure musique : La Grande Sophie pour Nom de code : Rose
- Prix jeune espoir masculin : Tom Hudson pour Délit de fuite
- Prix jeune espoir féminin : Élodie Frenck pour Les Petits Meurtres d'Agatha Christie
- Prix des collégiens Charente-Maritime : Ma vie au grand air
- Label Poitou-Charentes : C'est pas de l'amour
- Meilleure fiction européenne : Generation War, mention spéciale à Orphan Black
- Prix du public de la meilleure nouvelle série de l’année 2012/2013 : Falco